# Rouessé-Fontaine
Rouessé-Fontaine è un comune francese di 255 abitanti situato nel dipartimento della Sarthe nella regione dei Paesi della Loira.

## Società

### Evoluzione demografica
Abitanti censiti